# ریو گراندی (نیوجرسی)
ریو گراندی (به انگلیسی: Rio Grande) یک منطقهٔ مسکونی در ایالات متحده آمریکا است که در شهرستان کیپ می، نیوجرسی واقع شده‌است. ریو گراندی ۶٫۴۵۰ کیلومتر مربع مساحت و ۲٬۶۷۰ نفر جمعیت دارد و ۶ متر بالاتر از سطح دریا واقع شده‌است.